# 700-as vasúti fővonal
A 700-as vasúti fővonal Románia egyik vasúti fővonala a Bukarest, Barlád, Brăila, Bodzavásár, Galați, Făurei, Ploiești, Slobozia, Tekucs és Urziceni nyomvonalon, 229 km hosszan. Összesen 5 vasútvonalból áll, melyen 16 vasútállomás található.

## Mellékvonalak
- 700 Bukarest (észak)  – Urziceni – Făurei – Brăila – Barboşi – Galați (229 km)[1]
- 701 Ploieşti (déli) – Urziceni – Slobozia – Țăndărei (146 km)
- 702 Bodzavásár – Făurei – Țăndărei – Feteşti (129 km)
- 703 Galați – Barlád (107 km)
- 704 Mărășești – Tekucs – Barboşi – Galați (104 km)